# 267e division d'infanterie
Pour les articles homonymes, voir 267e division.
La  267e division d'infanterie (en allemand : 267. Infanterie-Division ou 267. ID) est une des divisions d'infanterie de l'armée allemande (Wehrmacht) durant la Seconde Guerre mondiale.

## Historique
La 267. Infanterie-Division est formée le 26 août 1939 avec du personnel d'unité de réserve dans le Wehrkreis XI à Hanovre en tant qu'élément de la 4. Welle (4e vague de mobilisation).
Elle prend part aux opérations sur le Front de l'Ouest, avançant à partir de l'Eifel à travers la Belgique avec la 4. Armee, puis en France en juin 1940 avec la 16. Armee descendant jusqu'à Avallon.
En juin 1941, elle participe à l'opération Barbarossa au sein de l'Heeresgruppe Mitte et combat aux portes de Moscou au sein du Panzergruppe 4, puis de la 4. Panzerarmee. Elle subit de lourdes pertes au cours de ces combats, ainsi qu'à cause du froid.
Puis, de 1942 à 1943, elle mème des combats défensifs dans les secteurs de Gshatsk, Spas-Demensk et de Yukhnov avec la 4. Armee et 9. Armee.
Elle est détruite près de Minsk en juin 1944 durant l'offensive d'été soviétique. Elle est officiellement dissoute le 3 août 1944.

### Crimes de guerre
Le 28 mai 1940, des éléments de la 267e division d'infanterie incendient 400 maisons à Oignies, tuant 80 civils, ainsi que 34 autres civils à Courrières, deux villages dans le nord de la France.

## Organisation

### Commandants
| Date                              | Grade                                       | Commandant                 |
| --------------------------------- | ------------------------------------------- | -------------------------- |
| 26 août 1939 - 16 juin 1941       | Charakter als General der Panzertruppe z.V. | Ernst Feßmann              |
| 16 juin 1941 - 10 novembre 1941   | Generalmajor                                | Friedrich-Karl von Wachter |
| 10 novembre 1941 - 2 janvier 1942 | Generalleutnant                             | Robert Martinek            |
| 2 janvier 1942 - 24 janvier 1942  | Generalmajor                                | Friedrich-Karl von Wachter |
| 24 janvier 1942 - 26 février 1942 | Generalleutnant                             | Friedrich Stephan (de)     |
| 26 février 1942 - 31 mars 1942    | Generalmajor                                | Karl Fischer               |
| 31 mars 1942 - 8 juin 1943        | Generalleutnant                             | Friedrich Stephan          |
| 8 juin 1943 - 13 août 1944        | Generalleutnant                             | Otto Drescher              |

### Officiers d'opérations (Generalstabsoffiziere (Ia))
| Date                             | Grade               | Commandant           |
| -------------------------------- | ------------------- | -------------------- |
| ? 1939 - 1er avril 1941          | Hauptmann i.G.      | Kurt Radtke          |
| 1er avril 1941 - 23 octobre 1942 | Oberstleutnant i.G. | Ivo-Thilo von Trotha |
| Octobre 1942 - ?                 | Oberstleutnant i.G. | Karl-Heinz Degenkolb |

## Théâtres d'opérations
- Allemagne : septembre 1939 - mai 1940
- Belgique et France : mai 1940 - juin 1941
  - Mai - juin 1940 : Bataille de France, Poche de Lille
- Front de l'Est, secteur Centre : juin 1941 - août 1944
  - 1941 - 1942 : Opération Barbarossa
    - 22 octobre 1941 au 22 janvier 1942 : Bataille de Moscou

## Ordres de bataille
1939
- Infanterie-Regiment 467
- Infanterie-Regiment 487
- Infanterie-Regiment 497 (3)
- Aufklärungs-Abteilung 267
- Artillerie-Regiment 267
  - I. Abteilung
  - II. Abteilung
  - III. Abteilung
  - IV. Abteilung
- Pionier-Bataillon 267
- Panzerabwehr-Abteilung 267
- Nachrichten-Abteilung 267
- Versorgungseinheiten 267

1942
- Grenadier-Regiment 467
- Grenadier-Regiment 487
- Schnelle Abteilung 267
- Artillerie-Regiment 267
  - I. Abteilung
  - II. Abteilung
  - III. Abteilung
  - IV. Abteilung
- Pionier-Bataillon 267
- Nachrichten-Abteilung 267
- Feldersatz-Bataillon 267
- Versorgungseinheiten 267

1944
- Grenadier-Regiment 467
- Grenadier-Regiment 487
- Grenadier-Regiment 497
- Füsilier-Bataillon 267
- Artillerie-Regiment 267
  - I. Abteilung
  - II. Abteilung
  - III. Abteilung
  - IV. Abteilung
- Pionier-Bataillon 267
- Panzerjäger-Abteilung 267
- Nachrichten-Abteilung 267
- Feldersatz-Bataillon 267
- Versorgungseinheiten 267